# Guillaume de Lorris
Guillaume de Lorris (ook: de Loris, Lorris, ca. 1200 - ca. 1238) was een Franse dichter. Hij was de auteur van het eerste deel van de Roman de la Rose, een middeleeuws allegorisch liefdesverhaal dat hij tussen 1220 en 1230 heeft geschreven. Die datering is gebaseerd op een tekst die Jean de Meung (of Jean Chopinel, zoals hij zichzelf noemde) in het tweede deel schreef. Hij meldde dat hij het werk meer dan 40 jaar na de dood van Guillaume de Lorris afmaakte. Kunsthistorici hebben het beëindigen van het werk gedateerd tussen 1268 en 1285 door zich te baseren op de dood van Manfred van Hohenstaufen in 1266 en de moord op Konradijn, de kleinzoon van keizer Frederik II van Hohenstaufen die op 19 oktober 1268 (terminus post quem) op bevel van Karel van Anjou werd vermoord in Napels. Deze moord werd in het handschrift vermeld. De dood van Karel van Anjou  op 7 januari 1285 daarentegen werd niet vermeld. Hij wordt integendeel expliciet genoemd als regerend koning van Sicilië, wat de terminus ante quem oplevert. Voortgaande op de 40 jaar genoemd door Jean de Meung zou het eerste deel dan omstreeks 1230 gemaakt moeten zijn. Die veertig jaar is echter verre van zeker: het kan evengoed beeldspraak geweest zijn voor “lange tijd daarna”. De geboortedatum en de datum van overlijden die hierboven worden aangegeven zijn dan weer afgeleid van het jaar 1230, waarin het eerste deel van de roman zou zijn afgewerkt. Al deze datums zijn dus gebaseerd op de vermelding van Jean de Meung.
Eigenlijk weet men van Guillaume de Lorris dus niet veel meer dan zijn naam. Volgens Ott had hij een grondige kennis van de Franse literatuur van zijn tijd en was hij ook bekend met enkele Latijnse werken. Hij was een navolger van Chrétien de Troyes, die ook al allegorische figuren opvoerde in zijn romans. De grote verdienste van Guillaume de Lorris is dat hij de eerste is geweest die de drie stijlelementen die in zijn tijd al bestonden - het gebruik van de ik-vorm door de verteller, het gebruik van allegorische figuren als handelende personen, en de voorstelling van zijn roman als een droom - tot één succesvolle stijl heeft samengevoegd.
De Roman de la Rose zou zoals hoger vermeld ongeveer 40 jaar later aanzienlijk worden uitgebreid door Jean de Meung. Het is De Meung die in het door hem toegevoegde deel Guillaume de Lorris als auteur van het eerste deel noemt. Andere toewijzingen van het werk zijn tot op heden niet gevonden.
- Bibsys: 90652475
- Biblioteca Nacional de España: XX1041109
- Bibliothèque nationale de France: cb11906341q (data)
- Catàleg d'autoritats de noms i títols de Catalunya: 981058614974106706
- Gemeinsame Normdatei: 118543482
- International Standard Name Identifier: 0000 0001 0927 3046
- Library of Congress Control Number: n50018450
- Nationale Bibliotheek van Letland: 000164156
- MusicBrainz: 6ce73d0e-9f34-4a83-a972-6a7ffd580e0a
- Bibliotheek van het Japanse parlement: 00467691
- Nationale Bibliotheek van Tsjechië: xx0030612
- Nationale bibliotheek van Australië: 35349858
- Nationale Bibliotheek van Israël: 987007262123805171
- Nationale en Universitaire bibliotheek Zagreb: 000153160
- Nederlandse Thesaurus van Auteursnamen: 07140337X
- Réseau des bibliothèques de Suisse occidentale: 02-A000076463
- Istituto Centrale per il Catalogo Unico: CFIV004223
- LIBRIS: 188859
- Système universitaire de documentation: 026908468
- Trove: 921378
- Virtual International Authority File: 184963682